# 4 Tomorrow
4 Tomorrow는 삼성의 온라인 공익 캠페인 '두근두근 Tomorrow'의 일환으로서 프로젝트 앨범의 멤버는 브라운 아이드 걸스의 가인, 애프터스쿨의 유이, 카라의 한승연, 포미닛의 김현아이다.

## 구성원

### 가인
- 소속그룹: 브라운 아이드 걸스
- 본명: 손가인
- 생년월일 : 1987년 9월 20일(37세)
- 팀내 포지션: 보컬, 리더

### 유이
- 소속그룹: 애프터스쿨
- 본명: 김유진
- 생년월일: 1988년 4월 9일(37세)
- 팀내 포지션: 보컬

### 한승연
- 소속그룹: 카라
- 생년월일 : 1988년 7월 24일(36세)
- 팀내 포지션 : 보컬

### 김현아
- 소속그룹 : 포미닛
- 생년월일 : 1992년 6월 6일(32세)
- 팀내 포지션 : 랩, 보컬

## 음반
| 날짜 순         | 앨범명(종류)             | 곡 순                |
| --------------- | ------------------------ | -------------------- |
| 2009년 10월 7일 | 두근두근 Tomorrow (싱글) | 1. 두근두근 Tomorrow |

## 같이 보기
- 두근두근 Tomorrow